# Celeno (Harpia)
D'acord amb la mitologia grega, Celeno (en grec antic: Κελαινό, 'fosca') va ser una de les Harpies. El seu nom significa 'raptores' i se les representa com a aus amb cap de dona i dotades de fortes urpes (potser per una confusió tardana amb les sirenes).
Les harpies eren filles de Taumant i Electra o, segons altres versions, de la Terra (Gea) i del Vent (Eol). De la unió de les Harpies amb el vent Zèfir en van néixer els cavalls immortals Xantos i Bali, els cavalls d'Aquil·les.